# 1972-es Formula–1 belga nagydíj
Az 1972-es Formula–1 világbajnokság ötödik futama a belga nagydíj volt.

## Futam
| Helyezés | #  | Versenyző            | Csapat/Motor | Futott körök | Idő/Kiesés oka  | Rajthely | Pontszám |
| -------- | -- | -------------------- | ------------ | ------------ | --------------- | -------- | -------- |
| 1        | 32 | Emerson Fittipaldi   | Lotus-Ford   | 85           | 1h44:06,7       | 1        | 9        |
| 2        | 8  | François Cevert      | Tyrrell-Ford | 85           | + 26,6          | 5        | 6        |
| 3        | 9  | Denny Hulme          | McLaren-Ford | 85           | + 58,1          | 3        | 4        |
| 4        | 34 | Mike Hailwood        | Surtees-Ford | 85           | + 1:12,0        | 8        | 3        |
| 5        | 16 | Carlos Pace          | March-Ford   | 84           | + 1 kör         | 11       | 2        |
| 6        | 5  | Chris Amon           | Matra        | 84           | + 1 kör         | 13       | 1        |
| 7        | 10 | Peter Revson         | McLaren-Ford | 83           | + 2 kör         | 7        |          |
| 8        | 25 | Howden Ganley        | BRM          | 83           | + 2 kör         | 15       |          |
| 9        | 11 | Ronnie Peterson      | March-Ford   | 83           | + 2 kör         | 14       |          |
| 10       | 27 | Helmut Marko         | BRM          | 83           | + 2 kör         | 23       |          |
| 11       | 6  | Rolf Stommelen       | March-Ford   | 83           | + 2 kör         | 20       |          |
| 12       | 12 | Niki Lauda           | March-Ford   | 82           | + 3 kör         | 25       |          |
| 13       | 19 | Carlos Reutemann     | Brabham-Ford | 81           | + 4 kör         | 9        |          |
| 14       | 33 | Dave Walker          | Lotus-Ford   | 79           | + 6 kör         | 12       |          |
| Kiesett  | 17 | Graham Hill          | Brabham-Ford | 73           | Felfüggesztés   | 16       |          |
| HN       | 15 | Henri Pescarolo      | March-Ford   | 59           | Helyezés nélkül | 19       |          |
| Kiesett  | 30 | Clay Regazzoni       | Ferrari      | 57           | Baleset         | 2        |          |
| Kiesett  | 36 | Andrea de Adamich    | Surtees-Ford | 55           | Motorhiba       | 10       |          |
| Kiesett  | 22 | Nanni Galli          | Tecno        | 54           | Baleset         | 24       |          |
| Kiesett  | 29 | Jacky Ickx           | Ferrari      | 47           | Befecskendező   | 4        |          |
| Kiesett  | 14 | Mike Beuttler        | March-Ford   | 31           | Féltengely      | 22       |          |
| Kiesett  | 18 | Wilson Fittipaldi    | Brabham-Ford | 28           | Váltó           | 18       |          |
| Kiesett  | 24 | Peter Gethin         | BRM          | 27           | Benzinpumpa     | 17       |          |
| Kiesett  | 23 | Jean-Pierre Beltoise | BRM          | 15           | Túlmelegedés    | 6        |          |
| Kiesett  | 35 | Tim Schenken         | Surtees-Ford | 11           | Túlmelegedés    | 21       |          |

## Statisztikák
Vezető helyen:
- Clay Regazzoni: 3 (1-8)
- Emerson Fittipaldi: 77 (9-85)

Emerson Fittipaldi 3. győzelme, 2. pole-pozíciója, Chris Amon 2. leggyorsabb köre.
- Lotus 44. győzelme.